# Coppa Italia 2011 (pallacanestro femminile)
La Coppa Italia 2011 è stata la ventiseiesima edizione organizzata in Italia, denominata nella fase finale per motivi di sponsorizzazione Acqua&Sapone Cup.. Questa edizione si è conclusa con la vittoria in finale della Famila Wüber Schio sulla Liomatic Umbertide per 80-69. Le venete sono giunte al loro sesto successo in questa manifestazione.

## Regolamento
Le squadre iscritte alla Serie A1 2010-11 partecipano anche alla Coppa Italia 2011. Le dodici contendenti vengono suddivise in quattro gironi di qualificazione, in base alla classifica dello scorso campionato e si qualificano alla Final four le prime classificate di ogni girone.

## Fase a gironi
In data 15, 16 e 17 ottobre 2010 viene disputata la fase a gironi che si gioca sul campo della squadra meglio piazzata nello scorso campionato.

### Girone 1
La Cras Taranto ospita il girone 1 che vede anche la partecipazione della Liomatic Umbertide e dell'Agos Ducato Lucca, al termine della tre giorni passa il turno la Liomatic Umbertide.
| Data       | Squadra numero 1 | Squadra numero 2 | Risultato |
| ---------- | ---------------- | ---------------- | --------- |
| 15/10/2010 | Taranto Cras     | Le Mura Lucca    | 73-35     |
| 16/10/2010 | Umbertide        | Le Mura Lucca    | 74-68     |
| 17/10/2010 | Taranto Cras     | Umbertide        | 56-64     |

| Squadra          | Pt | G | V | P | CF  | CS  | Dif |
| ---------------- | -- | - | - | - | --- | --- | --- |
| 1. Umbertide     | 4  | 2 | 2 | 0 | 138 | 124 | +14 |
| 2. Taranto Cras  | 2  | 2 | 1 | 1 | 129 | 99  | +30 |
| 3. Le Mura Lucca | 0  | 2 | 0 | 2 | 103 | 147 | -44 |

### Girone 2
La Officine Digitali Faenza ospita il girone 2 che vede anche la partecipazione della Bracco Geas Sesto San Giovanni e della Job Gate Napoli, al termine della tre giorni passa il turno la Officine Digitali Faenza.
| Data       | Squadra numero 1 | Squadra numero 2 | Risultato |
| ---------- | ---------------- | ---------------- | --------- |
| 15/10/2010 | C.A. Faenza      | Napoli Vomero    | 69-58     |
| 16/10/2010 | GEAS             | Napoli Vomero    | 65-54     |
| 17/10/2010 | C.A. Faenza      | GEAS             | 87-59     |

| Squadra          | Pt | G | V | P | CF  | CS  | Dif |
| ---------------- | -- | - | - | - | --- | --- | --- |
| 1. C.A. Faenza   | 4  | 2 | 2 | 0 | 156 | 117 | +39 |
| 2. GEAS          | 2  | 2 | 1 | 1 | 124 | 141 | -17 |
| 3. Napoli Vomero | 0  | 2 | 0 | 2 | 112 | 134 | -22 |

### Girone 3
La Famila Wüber Schio ospita il girone 3 che vede anche la partecipazione della Pool Comense e della GMA Pozzuoli, al termine della tre giorni passa il turno la Famila Wüber Schio.
| Data       | Squadra numero 1 | Squadra numero 2 | Risultato |
| ---------- | ---------------- | ---------------- | --------- |
| 15/10/2010 | Pall. Schio      | Pall. Pozzuoli   | 99-44     |
| 16/10/2010 | Pool Comense     | Pall. Pozzuoli   | 63-68     |
| 17/10/2010 | Pall. Schio      | Pool Comense     | 71-52     |

| Squadra           | Pt | G | V | P | CF  | CS  | Dif |
| ----------------- | -- | - | - | - | --- | --- | --- |
| 1. Pall. Schio    | 4  | 2 | 2 | 0 | 170 | 96  | +74 |
| 2. Pall. Pozzuoli | 2  | 2 | 1 | 1 | 112 | 162 | -50 |
| 3. Pool Comense   | 0  | 2 | 0 | 2 | 115 | 139 | -24 |

### Girone 4
La Umana Venezia ospita il girone 4 che vede anche la partecipazione della Erg Priolo e della Lavezzini Parma, al termine della tre giorni passa il turno la Umana Venezia.
| Data       | Squadra numero 1 | Squadra numero 2 | Risultato |
| ---------- | ---------------- | ---------------- | --------- |
| 15/10/2010 | Reyer Venezia    | Basket Parma     | 54-42     |
| 16/10/2010 | Trogylos Priolo  | Basket Parma     | 44-69     |
| 17/10/2010 | Reyer Venezia    | Trogylos Priolo  | 64-51     |

| Squadra            | Pt | G | V | P | CF  | CS  | Dif |
| ------------------ | -- | - | - | - | --- | --- | --- |
| 1. Reyer Venezia   | 4  | 2 | 2 | 0 | 118 | 93  | +25 |
| 2. Basket Parma    | 2  | 2 | 1 | 1 | 111 | 98  | +13 |
| 3. Trogylos Priolo | 0  | 2 | 0 | 2 | 95  | 133 | -38 |

## Final Four
|  | Semifinali    | Semifinali |  |             | Finale    | Finale |
|  |               |            |  |             |           |        |
|  | C.A. Faenza   | 55         |  |             |           |        |
|  | C.A. Faenza   | 55         |  |             |           |        |
|  | Pall. Schio   | 79         |  |             |           |        |
|  | Pall. Schio   | 79         |  | Pall. Schio | 80        |        |
|  |               |            |  | Pall. Schio | 80        |        |
|  |               |            |  |             | Umbertide | 69     |
|  | Umbertide     | 85         |  |             | Umbertide | 69     |
|  | Umbertide     | 85         |  |             |           |        |
|  | Reyer Venezia | 75         |  |             |           |        |
|  | Reyer Venezia | 75         |  |             |           |        |

### Semifinali
| Perugia 12 marzo 2011, ore 18.00                                | C.A. Faenza | 55 – 79 (21-15, 27-37, 41-52) referto | Pall. Schio | Palasport Evangelisti |
| \| \| \| \| \| Breitreiner 18 \| Punti \| 16 Yacoubou-Dehoui \| |             |                                       |             |                       |
|                                                                 |             |                                       |             |                       |
| Breitreiner 18                                                  | Punti       | 16 Yacoubou-Dehoui                    |             |                       |

| Perugia 12 marzo 2011, ore 20.30                                 | Umbertide | 85 – 75 (20-17, 47-34, 63-63) referto | Reyer Venezia | Palasport Evangelisti |
| \| \| \| \| \| Ballardini 25 \| Punti \| 17 Meneghel, Kōstakī \| |           |                                       |               |                       |
|                                                                  |           |                                       |               |                       |
| Ballardini 25                                                    | Punti     | 17 Meneghel, Kōstakī                  |               |                       |

### Finale
| Perugia 13 marzo 2011, ore 16.00                    | Pall. Schio | 80 – 69 (21-18, 36-32, 63-48) referto | Umbertide | Palasport Evangelisti |
| \| \| \| \| \| Cohen 17 \| Punti \| 17 Jovanović \| |             |                                       |           |                       |
|                                                     |             |                                       |           |                       |
| Cohen 17                                            | Punti       | 17 Jovanović                          |           |                       |